# Armando Ceroni
Armando Ceroni (Lugano, 18 ottobre 1959) è un giornalista svizzero.

## Biografia
Cronista sportivo della RSI divenuto noto nel Canton Ticino per le proprie telecronache appassionate. La sua caratteristica è l'utilizzo di una lingua italiana fortemente personalizzata con termini inventati, nuovi aggettivi, sostantivi e verbi. Alcuni vocaboli del suo repertorio sono invece parole particolari, spesso usate in tutt'altro contesto, talune trovate durante la lettura di romanzi, altre invece derivate dal dialetto ticinese. Infine, la maggior parte degli aneddoti su calciatori e ciclisti provengono da un suo archivio personale con articoli da La Gazzetta dello Sport, France Football, L'Équipe e Don Balón.
Le sue telecronache si possono ascoltare durante alcune corse ciclistiche e soprattutto durante le partite di calcio sulla televisione svizzera italiana. In coppia con Libano Zanolari e Sergio Ostinelli formava il tris dei commentatori di calcio della RSI, di cui egli resta l'unico esponente a seguito del pensionamento degli altri due, rispettivamente nel 2008 e 2009. Nel 2010, ha suscitato grande scalpore la notizia della sua esclusione dalla lista del commentatori della RSI per i Mondiali di calcio a causa di un'intervista non autorizzata all'allenatore della nazionale svizzera di calcio Ottmar Hitzfeld.
È divenuto famoso durante gli Europei 2024 in Germania per la sue telecronache esuberanti durante le partite della Svizzera; da sottolineare la sua esultanza fuori dagli schemi durante la partita Svizzera - Italia, conclusasi 2 - 0 per gli elvetici